# Liste der Biografien/Gref
Liste der Biografien |
Portal Biografien |
Personensuche
# |
A |
B |
C |
D |
E |
F |
G |
H |
I |
J |
K |
L |
M |
N |
O |
P |
Q |
R |
S |
T |
U |
V |
W |
X |
Y |
Z |
?
 
Ga |
Gb |
Gc |
Gd |
Ge |
Gf |
Gh |
Gi |
Gj |
Gk |
Gl |
Gm |
Gn |
Go |
Gp |
Gq |
Gr |
Gs |
Gu |
Gv |
Gw |
Gy |
Gz
 
Gra |
Grb–Grd |
Gre |
Grg |
Gri |
Grj |
Grk |
Grl |
Grm |
Gro |
Grs |
Gru |
Gry |
Grz
 
Grea |
Greb |
Grec |
Gred |
Gree |
Gref |
Greg |
Greh |
Grei |
Grek |
Grel |
Grem |
Gren |
Grep |
Gres |
Gret |
Greu |
Grev |
Grew |
Grey |
Grez
Die Liste der Biografien führt alle Personen auf, die in der deutschsprachigen Wikipedia einen Artikel haben. Dieses ist eine Teilliste mit 16 Einträgen von Personen, deren Namen mit den Buchstaben „Gref“ beginnt.

## Gref
- Gref, Franz Heinrich (1872–1957), deutscher Maler
- Gref, Herman Oskarowitsch (* 1964), russischer Politiker und ManagerHerman Oskarowitsch Gref (* 1964)

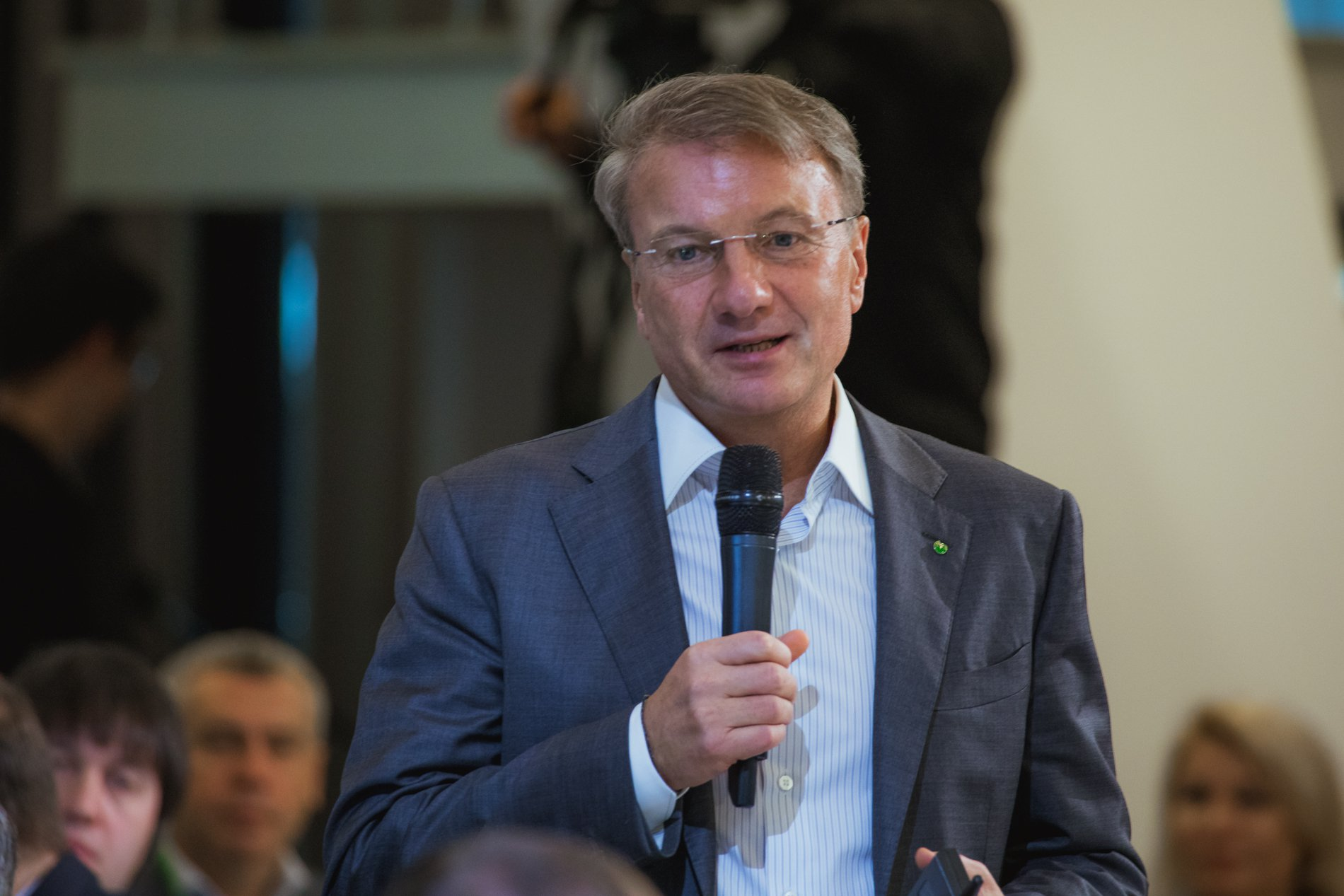
Herman Oskarowitsch Gref (* 1964)

### Grefb
- Grefberg, Gustaf (* 1974), schwedischer Musiker und Komponist von Videospielmusik
- Grefberg, Sonja (* 1964), finnische Tischtennisspielerin
- Grefbo, Göthe (1921–1991), schwedischer Schauspieler

### Grefe
- Grefe, Christiane (* 1957), deutsche Journalistin und Sachbuchautorin
- Grefe, Conrad (1823–1907), österreichischer Maler, Lithograf und Schriftsteller
- Grefe, John (1947–2013), US-amerikanischer Schachspieler und -autor
- Greferath, Johannes (1872–1946), deutscher Maler der Düsseldorfer Schule

### Greff
- Greff, Joachim, deutscher Pädagoge, lutherischer Theologe und Reformationsdramatiker
- Greffel, Natalie, mosambikanisch-dänische Sängerin, Instrumentalistin, Komponistin und Arrangeurin
- Greffrath, Henry (1818–1899), deutscher geographischer Schriftsteller und Revolutionsaktivist (1848/49)
- Greffrath, Mathias (* 1945), deutscher Schriftsteller und Journalist

### Grefi
- Grefinger, Wolfgang, österreichischer Komponist und Organist

### Grefk
- Grefkes-Hermann, Christian (* 1977), deutscher Neurologe und Neurowissenschaftler

### Grefl
- Greflinger, Georg († 1677), deutscher Schriftsteller